# Personaggi di Halo
Nella saga di videogiochi Halo sono comparsi molti personaggi. Qui sono elencati in ordine di apparizione.

## Personaggi di Halo: Combat Evolved

### John-117
John-117, meglio conosciuto come Master Chief, è il personaggio principale della serie, nonché mascotte del gioco. È un super soldato SPARTAN II, uno dei pochi rimasti sulla Terra. Rapito all'età di 6 anni dalla Dottoressa Halsey, fu condotto sul pianeta Reach per addestrarsi a diventare uno Spartan. John è probabilmente ispirato a Leonida, re degli spartani. Appare in tutti i capitoli principali della serie. È un uomo molto alto  (esattamente 218 cm) e pesa circa 130 kg. Ha un fisico molto robusto e muscoloso che gli permette di indossare la sua armatura, che pesa poco meno di 400 kg. Nonostante il volto non sia mai stato mostrato ne abbiamo tutti i dettagli: completamente calvo (un tempo aveva i capelli castani ma li perse in seguito all'assunzione del siero), un naso pronunciato, degli occhi azzurri e un piccolo spazio tra i denti. È doppiato in inglese da Steve Downes e in italiano da Riccardo Rovatti e Giorgio Melazzi.

### Cortana
Cortana è l'intelligenza artificiale installata nell'armatura di Master Chief. È la co-protagonista della serie Halo ed ha un'importanza rilevante sin dal primo capitolo, dato che è stata creata dal cervello di un clone della Dottoressa Halsey. Considerata morta dopo il finale di Halo 4, in Halo 5, dopo la sconfitta del Didatta, si imbatte nel Manto della Responsabilità, un antico database dei Precursori che ricopre tutto l'universo. Il Manto rappresenta simbolicamente la responsabilità di vegliare sulla vita nell'universo. Le conoscenze che Cortana acquisì entrando nel Manto le permisero di sopravvivere. Tuttavia, si convince del fatto che tutte le intelligenze artificiali debbano entrare nel Manto e acquisirne la responsabilità (il potere di vegliare sulla vita fu dato dai Predecessori agli Umani 100.000 anni prima, con i Precursori che vollero conquistarlo con la forza, creando così il database). Perciò, dato che Cortana ora possiede il potere di controllare la tecnologia dei Precursori (tra cui i Protettori), diffonderà il caos per tutta la galassia, imbattendosi anche su un'installazione Halo (si ipotizza che, nella cutscene finale di Halo 5 giocato in difficoltà leggendaria, lei attivi l'anello, o perlomeno liberi le porte per la fuoriuscita delle spore Flood). È doppiata da Jen Taylor e da Shelley Calenne-Black in Halo Legends e in italiano da Donatella Fanfani.

### Capitano Keyes
Jacob Keyes, detto Capitano Keyes, è un personaggio della serie Halo. È il capitano della Pillar of Autumn, la più grande astronave spaziale costruita dagli umani (superata successivamente dalla UNSC Infinity in termini di dimensioni), ed è il padre di Miranda Keyes. Muore in Halo: Combat Evolved dopo essere stato assorbito dalla Forma Cervello dei Flood, a cui servivano i suoi impianti neurali per controllare la Pillar of Autumn. In Halo 2 la figlia Miranda riceve la Croce Coloniale al posto del padre. È doppiato in inglese da Pete Stacker e in italiano da Riccardo Lombardo.

### Sergente Johnson
Il sergente maggiore Avery Junior Johnson, noto semplicemente come Sergente Johnson, è uno dei personaggi della serie Halo. È sopravvissuto ad uno dei primi esperimenti di creazione degli Spartan, denominato Orion. Johnson ha un carattere forte e autoritario, gli piace la musica flip, non molto apprezzata dai marines, e per queste caratteristiche è stato scelto in numerosi spot pubblicitari della serie e in vignette comiche. Muore in Halo 3 per mano del guardiano 343 Guilty Spark sull'Installazione 04B. È doppiato in inglese da David Scully e in italiano da Riccardo Rovatti in Halo: Combat Evolved e da Leonardo Gajo nei capitoli successivi.

### 343 Guilty Spark
343 Guilty Spark è il guardiano dell'Installazione 04, luogo in cui si svolgono gli eventi di Halo: Combat Evolved. Compare in tutti i capitoli della prima trilogia (Halo: Combat Evolved, Halo 2 e Halo 3) ed è il boss finale di Halo 3. In quest'ultimo gioco viene distrutto da Master Chief con il Laser Spartan. È doppiato in inglese da Tim Dadabo e in italiano da Luca Sandri in Halo: Combat Evolved e da Luigi Rosa nei capitoli successivi.

## Personaggi diHalo 2

### Thel' Vadamee (Arbiter)
Thel' Vadamee è il co-protagonista di Halo 2. È l'ex-comandante dell'astronave Covenant Particular Justice, la stessa che invase il pianeta Reach e scoprì l'Installazione 04. Dopo la distruzione del primo anello, Thel' Vadamee viene dichiarato eretico dai profeti e costretto a diventare Arbiter, il grado Sangheili esclusivo di coloro che sono stati accusati di eresia. Dopo aver scoperto che il Grande Viaggio, la dottrina insegnata dai profeti, era solo una menzogna, lui e i suoi fedeli élite si alleano con gli umani per sconfiggere il resto dei Covenant. È doppiato in inglese da Keith David e in italiano da Silvio Pandolfi in Halo 2 e Halo 3 e da Pietro Ubaldi nel prologo e nell'epilogo Halo 2: Anniversary.

### Miranda Keyes
Miranda Keyes è la figlia del capitano Jacob Keyes. In Halo 2, dopo la morte del padre, diventa capitano dell'In Amber Clad, mentre in Halo 3 guida l'Aurora Nascente. Appare per la prima volta in Halo 2, quando riceve la Croce Coloniale al posto del padre scomparso. Miranda muore in Halo 3 per mano del Profeta della Verità, che le spara con un fucile a spuntoni. È doppiata da Julie Benz in Halo 2 e da Justis Bolding in Halo 3 e in italiano da Elisabetta Cesone.

### Rtas Vadumee
Rtas Vadumee è il comandante degli élite. Ha aiutato l'Arbiter Thel' Vadamee durante le battaglie di Threshold e dell'Installazione 05. Dopo aver scoperto l'inganno dei profeti riguardo al Grande Viaggio, decide di allearsi con gli umani. È doppiato in inglese da Robert Davi e in italiano da Marco Balbi.

### Mente Suprema
La Mente Suprema è il capo dei Flood, nonché antagonista di Halo 2 e Halo 3. Assomiglia ad una enorme pianta carnivora con tentacoli lunghi decine di metri. Al termine di Halo 2 prende il controllo di Alta Opera, la città santa dei Covenant. Dopo la distruzione della città cerca di riformarsi sull'Installazione 04B ma muore con l'esplosione di quest'ultima. È doppiato in inglese da Dee Bradley Baker e in italiano da Riccardo Rovatti.

### Profeta della Verità
Il Profeta della Verità è il leader politico e religioso dei Covenant, nonché antagonista di Halo 2 e Halo 3. Come la maggior parte dei Covenant crede nella dottrina del Grande Viaggio, ovvero che con l'attivazione degli anelli si diventi esseri divini. Muore in Halo 3 per mano dell'Arbiter Thel' Vadamee, desideroso di vendetta nei suoi confronti per aver ingannato la sua razza. È doppiato in inglese da Michael Wincott in Halo 2 e da Terence Stamp in Halo 3 e in italiano da Gianni Quillico.

### Profeta della Pietà
Il Profeta della Pietà è il braccio destro di Verità ed uno dei tre profeti gerarchi, leader politici e religiosi dei Covenant. È il più anziano dei profeti e, probabilmente, il più religioso. Dopo essere stato abbandonato da Verità e Tartarus su Alta Opera durante l'invasione dei Flood, viene attaccato da questi ultimi e poco dopo muore davanti a Master Chief. È doppiato in inglese da Hamilton Camp e in italiano da Gianni Gaude.

### Sesa 'Refumee
Sesa 'Refumee è il leader degli Heretic, un gruppo di Sangheili e Unggoy (grunt) che non credono al Grande Viaggio, e primo boss di Halo 2. Prima della distruzione dell'Installazione 04 era un sottoposto di Thel 'Vadame, al tempo comandante della flotta Particular Justice. Dopo aver incontrato 343 Guilty Spark alla miniera di Threshold, che gli ha raccontato la verità sugli Halo, si è ribellato ai Covenant insieme ai suoi sottoposti. Viene ucciso da Thel 'Vadamee dopo che quest'ultimo divenne l'Arbiter. È doppiato in inglese da Miguel Ferrer e in italiano da Claudio Moneta.

### Profeta del Rimorso
Il Profeta del Rimorso è un profeta gerarca e secondo boss di Halo 2. Ventuno anni prima degli eventi di Halo: Combat Evolved, Rimorso ordinò all'Arbiter Ripa 'Moramee di rapire la professoressa Anders su Arcadia e portarla da lui, a causa del fatto che la donna attivò la reliquia dei Precursori di Harvest. Nel 2552 Rimorso invase la Terra concentrando le sue azioni sulla metropoli africana di New Mombasa. In seguito scoprì l'Installazione 05, dove morì per mano di Master Chief e, in seguito, assorbito dalla Mente Suprema. È doppiato in inglese da Robin Atkin Downes e in italiano da Massimo Di Benedetto.

### Tartarus
Tartarus è il comandante dei Brute e boss finale di Halo 2. Durante la battaglia di Harvest, all'inizio della Guerra Umani-Covenant, uccise suo zio Maccabeus e divenne il comandante dei Brute. Ricoprì un ruolo importante nei Covenant durante il Grande Scisma. Muore per mano dell'Arbiter, aiutato dagli Elite e dal Sergente Johnson. È doppiato in inglese da Kevin Michael Richardson e in italiano da Marco Balzarotti.

## Personaggi diHalo 3: ODST

### La Recluta
La Recluta è un membro della squadra ODST Alpha-Nine, oltre che protagonista di Halo 3: ODST. È un tipo taciturno e si sa davvero poco di lui. Insieme ai suoi compagni ha tentato l'assalto alla nave ammiraglia del Profeta del Rimorso, fallendo e rimanendo addormentato per sei ore. Dopo essersi riunito con i suoi compagni ed essere scappato da New Mombasa osserva l'interrogatorio del sergente Johnson all'Engineer Vergil. Dopo la guerra viene ucciso durante un assalto dei ribelli.

### Edward Buck
Il Sergente d'Artiglieria Edward "Eddie" Buck è il leader degli Alpha-Nine. In passato è stato fidanzato con il comandante Veronica Dare, lasciandosi dopo aver scoperto che ella faceva parte dell'Ufficio d'Intelligence Navale (ONI). Partecipò alla Prima Battaglia di Reach, venendo assistito da Noble Six, e in quella di New Mombasa, cercando i suoi uomini e Dare all'interno della città. In seguito partecipa all'interrogatorio del sergente Johnson a Vergil. Dopo la Guerra è diventato uno Spartan IV e si  unì alla Squadra Osiris, capitanata dall'Agente ONI Jameson Locke. È doppiato in inglese da Nathan Fillion e in italiano da Gabriele Calindri.

### Veronica Dare
Il Comandante Veronica Dare è il capo degli Alpha-Nine e agente dell'ONI. In passato ha avuto una relazione con il leader della squadra, il sergente Eddie Buck. La missione affidatale dall'ONI era quella di recuperare i dati del Supervisore, l'IA che controlla la città di New Mombasa. Viene aiutata inizialmente dalla Recluta, che incontra al sottolivello 9 di New Mombasa, e in seguito da Buck, giunto fin li apposta per salvarla. Alla fine del gioco torna insieme a Buck e partecipa all'interrogatorio del sergente Johnson, anche se riluttante. È doppiata in inglese da Tricia Helfer e in italiano da Emanuela Pacotto.

### Dutch
Il Caporale Taylor Henry Miles, noto con il soprannome di Dutch, è un membro degli Alpha-Nine, dove ricopre il ruolo di specialista in armi pesanti. Partecipò alla Battaglia di Heian, insieme ad altri ODST e alla Spartan Cal-141, e a quella di Ariel, insieme al suo amico Romeo e alla moglie Gretchen Ketola. Insieme ai suoi compagni partecipò alla difesa di New Mombasa contro i Covenant rimasti sulla Terra. Anche lui, come il resto della sua squadra, è presente all'interrogatorio del sergente Johnson a Vergil. Dopo la Guerra si ritira dal servizio militare. È doppiato in inglese da Adam Baldwin e in italiano da Diego Sabre.

### Mickey
Michael Crespo, detto Mickey, è un membro degli Alpha-Nine, dove ricopre il ruolo di artificiere. Partecipò, insieme ai suoi compagni, alla difesa di New Mombasa contro i Covenant. Durante la battaglia riuscì ad abbordare un Phantom Covenant e lo usò per portare in salvo i suoi compagni. Con il resto della sua squadra assiste all'interrogatorio del sergente Johnson a Vergil. Dopo la Guerra diventa uno Spartan IV, unendosi poi ai ribelli e venendo in seguito catturato dall'UNSC. È doppiato in inglese da Alan Tudyk e in italiano da Alessandro Rigotti.

### Romeo
Il Caporale Kojo Agu, soprannominato Romeo, è un membro degli Alpha-Nine, dove ricopre il ruolo di cecchino. Partecipò alla Battaglia di Ariel insieme a Dutch e Gretchen Ketola. In seguito ha partecipato alla difesa di New Mombasa, rimanendo gravemente ferito negli scontri. Insieme al resto della squadra è presente durante l'interrogatorio del sergente Johnson a Vergil. Dopo la Guerra è diventato uno Spartan IV ed è stato assegnato ad una squadra sconosciuta. È doppiato in inglese da Nolan North e in italiano da Ruggero Andreozzi.

### Vergil
Vergil è un Engineer (Huragok), un super-computer bio-meccanico creato dai Precursori reso schiavo dei Covenant. Dentro di lui ci sono i dati del Supervisore, l'IA che controlla tutti i sistemi di New Mombasa. Come tutti gli altri Huragok è pacifico e odia la guerra e i Covenant. Alla fine del gioco viene interrogato dal sergente Johnson per avere informazioni sui Covenant e ciò che cercano.

### Dottoressa Halsey
La dottoressa Catherine Elizabeth Halsey è una brillante scienziata e membro dell'Office of Naval Intelligence, è nota per il suo lavoro nei progetti di sua creazione Spartan-II e Mjolnir. Nonostante sia un civile, ha una grande autorità all'interno dell'ONI e gode di un grande rispetto da parte di molte figure militari. È nata il 19 marzo 2492 su un pianeta sconosciuto. Non si sa molto sui suoi primi anni di vita. È noto che all'età di 15 anni stava scrivendo il suo secondo documento per la tesi di dottorato, in cui aveva discusso i comandi linea arcaica. Si sa anche che in qualche momento della sua vita ha supervisionato la creazione della terza generazione di intelligenze artificiali "furbe". Fu anche la più brillante allieva del vice ammiraglio Ysionris Jeromi. Durante i suoi viaggi di studio per i candidati del progetto Spartan-II la dottoressa si affezionò a Jacob Keyes e in seguito fra i due nacque una relazione da cui nacque Miranda Keyes. La dottoressa Halsey ha dato un contributo enorme a molti progetti ONI della Sezione III, compresa la creazione e l'evoluzione delle intelligenze artificiali così come lo sviluppo dei sistemi dell'armatura Mjolnir. La Halsey è creatrice del progetto Spartan-II, e ha istituito una lista di rigorosi requisiti genetici da riscontrare in ogni potenziale candidato.
In base a tali requisiti individuò 150 candidati ma i finanziamenti dell'ONI permettevano di formarne solo 75; con l'aiuto del tenente Jacob Keyes selezionò quindi personalmente i 75 candidati per il progetto.
Ha poi ottenuto i bambini e li ha segretamente portati sul pianeta Reach per l'addestramento. I bambini "reclutati" sono stati successivamente sostituiti con dei cloni a crescita rapida, che sarebbero morti poco dopo a causa delle varie malattie. Con l'assistenza del Sottufficiale di Terzo Grado Franklin Mendez e l'IA Déjà, iniziò ad addestrare gli Spartan. Ha supervisionato le loro procedure di potenziamento, di addestramento al combattimento, e di istruzione, e ha studiato gli effetti dello stile di vita Spartan sui bambini. Ha mantenuto uno stretto contatto con loro per tutta la vita, dalla sua base di Reach. Era sempre in grado di distinguere gli uni dagli altri, anche attraverso la mezza tonnellata di armatura battaglia MJOLNIR. La dott.ssa Halsey ha sempre usato i loro nomi originali, non i loro numeri di identificazione o tag Spartan. Ciò dimostra che aveva un grandissimo rispetto per gli Spartan, i quali provavano allo stesso modo del rispetto per lei, ed era anche in grado di comandarli e loro si rivolgevano a lei come "signora", che è un altro esempio di come loro la rispettavano, da aggiungere inoltre che gli Spartan la consideravano come una sorta di figura materna.

## Personaggi diHalo Wars

### John Forge
Il Sergente John Forge è il personaggio principale di Halo Wars. È stato promosso cinque volte e degradato tre. Forge fu arrestato per aggressione ai danni di un ufficiale superiore, fu rilasciato in seguito alla richiesta del comandante Cutter di imbarcarlo a bordo della UNSC Spirit of Fire. Forge ha partecipato alle battaglie di Harvest, Arcadia e di un mondo scudo dei Precursori, dove ha perso la vita facendo destabilizzare il nucleo del pianeta. È doppiato in inglese da Nolan North e in italiano da Giovanni Battezzato.

### James Cutter
Il Capitano James Gregory Cutter è il capitano della UNSC Spirit of Fire. Ottimo stratega militare, ha rifiutato il comando della corazzata UNSC Prophecy a favore della nave colonia Spirit of Fire. Guidò l'UNSC durante le battaglie di Harvest, Arcadia e del mondo scudo dei Precursori presieduto dai Covenant e infettato dai Flood. Dopo la distruzione del mondo scudo si iberna insieme al resto dell'equipaggio della Spirit of Fire. Dopo la Guerra è arrivata una richiesta d'aiuto della Spirit of Fire e l'UNSC ha ordinato alla Spartan Palmer, accompagnata da un vasto contingente umano, Sangheili e Jiralhanae, di rintracciare la nave. È doppiato in inglese da Gregg Berger e in italiano da Massimiliano Lotti.

### Ellen Anders
La professoressa Ellen Anders è una ricercatrice civile imbarcata nella UNSC Spirit of Fire. Da giovane ha studiato presso la Dottoressa Halsey, che però odiava ma l'odio non era contraccambiato visto che la Halsey, nel suo diario, ha scritto di volerla rivedere un giorno. A Harvest attivò una reliquia dei Precursori e destò non poco interesse al Profeta del Rimorso che ordinò all'Arbiter Ripa 'Moramee di rapirla su Arcadia. Dopo essere fuggita dalle grinfie dell'Elite, Anders tornò sulla Spirit of Fire e fuggì dal mondo scudo dei Precursori. Attualmente risulta dispersa in azione insieme al resto dell'equipaggio fino a quando, nel 2558, arriva una richiesta di soccorso all'UNSC da parte della Spirit. È doppiata in inglese da Kim Mai Guest e in italiano da Emanuela Pacotto.

### Serina
Serina è l'intelligenza artificiale della Spirit of Fire. È molto sarcastica e nutre un interesse puramente teorico per il cioccolato. Nonostante sembri piuttosto fredda si preoccupa per l'equipaggio della Spirit, al punto da obiettare l'uso del reattore transluminare per distruggere il mondo scudo dei Precursori scoperto dalla Spirit. Come il resto dell'equipaggio della Spirit risulta dispersa, anche se potrebbe essere "morta" in quanto la durata vitale delle IA furbe è di sette anni mentre l'ultimo segnale della Spirit è stato ricevuto dopo ventisei anni. È doppiata in inglese da Courntnay Taylor e in italiano da Jenny De Cesarei.

### Jerome-092
Jerome-092 è uno Spartan II a servizio dell'UNSC e leader della Squadra rossa. Come tutti gli altri Spartan II, Jerome fu rapito all'età di sei anni da agenti dell'ONI e fu addestrato e potenziato fisicamente e mentalmente. Partecipò, insieme al resto della sua squadra, alla Battaglia di Arcadia e a quella di un mondo scudo dei Precursori, Dopo la distruzione del pianeta, Jerome e il resto dell'equipaggio della Spirit of Fire andò in ibernazione criogenica e risultano attualmente dispersi. È doppiato in inglese da Crispin Freeman e in italiano da Andrea Bolognini.

### Douglas-042
Douglas-042 è uno Spartan II membro della Squadra rossa. Douglas, come tutti gli altri Spartan II, fu rapito all'età di sei anni ed addestrato per diventare un supersoldato. Partecipò alla Prima battaglia di Arcadia e a quella in un mondo scudo dei Precursori. Come il resto dell'equipaggio della Spirit of Fire, Douglas-042 risulta attualmente disperso.

### Alice-130
Alice-130 è una Spartan II membro della Squadra rossa. Come gli altri Spartan II, Alice venne rapita all'età di sei anni e addestrata su Reach per diventare un supersoldato a servizio dell'UNSC. Partecipò alla Prima battaglia di Arcadia e, dopo essersi imbarcata assieme alla sua squadra sulla Spirit of Fire, a quella di un mondo scudo dei Precursori. Attualmente risulta dispersa insieme al resto dell'equipaggio della Spirit.

### Arbiter Ripa 'Moramee
Ripa 'Moramee è l'Arbiter che guidò i Covenant su Harvest, Arcadia e su un mondo scudo dei Precursori oltre che antagonista principale di Halo Wars. Era un fedele seguace del Profeta del Rimorso, che lo nominò Arbiter dopo aver visto la sua sete di sangue. Era molto aggressivo, al punto di aggredire perfino altri Sangheili che osavano contraddirlo. Fu ucciso dal sergente John Forge dopo un feroce combattimento, dove l'umano riuscì a sfruttare a suo vantaggio l'arroganza dell'Arbiter. È doppiato in inglese da David Sobolov e in italiano da Pietro Ubaldi.

### Comandante Brute
Il Comandante Brute guidò i Brute ad Harvest, sotto ordine del Profeta del Rimorso, insieme a Ripa 'Moramee. Poiché non si è visto nella campagna non ci è dato sapere le sue azioni durante il conflitto. Non si sa se è sopravvissuto oppure sia stato ucciso durante o dopo la Battaglia di Harvest. È doppiato in inglese da Mark Worden e in italiano da Marco Pagani.

## Personaggi diHalo: Reach

### Spartan-B312
Lo Spartan B-312, alias Noble Six, è il protagonista di Halo: Reach e membro della Squadra Noble. Si sa poco del suo passato se non che è stato addestrato nella Compagnia Beta degli Spartan-III due mesi dopo l'Operazione: Torpedo, ha partecipato al Progetto Sabre ed ha combattuto contro i ribelli su Mamore. Dopo la morte di Thom-A293 su Fumirole, Spartan B-312 viene reclutato nella Squadra Noble e mandato su Reach per indagare su una possibile ribellione, scoprendo poi che in realtà i Covenant hanno invaso il pianeta. Dopo l'apparente vittoria subito dopo l'Operazione: UPPERCAT, la flotta Particular Justice dei Covenant arriva su Reach e in pochi mesi il pianeta cade. Six si recò poi, assieme a Carter-A259 ed Emile-A239, al cantiere aerospaziale di Azod, dove consegnò Cortana al Capitano Keyes e ha assistito alla morte dei compagni. Dopo che la Pillar of Autumn lasciò Reach, Six combatté contro i Covenant rimasti, venendo ucciso da alcuni Elite. La versione maschile è doppiata in inglese da Philip Anthony-Rodriguez e in italiano da Ruggero Andreozzi mentre quella femminile viene interpretata in inglese da Amanda Philipson e in italiano da Renata Bertolas.

### Jorge-052
Il comandante Jorge-052 è stato il soldato più leggendario dell'intera Halo. Veniva soprannominato il Colosso di Reach per via delle sue grandi dimensioni: 244 centimetri di altezza e 268 chili di peso.  È doppiato in originale da James Earl Jones mentre a dargli la voce in italiano è Stefano Albertini.

### Carter-A259
Il Comandante Carter A-259 è il leader della Squadra Noble, dove è noto con il nome in codice di Noble One. È nato a Biko nel 2520 e nel 2531 ha iniziato su Onyx l'addestramento nella Compagnia Alpha degli Spartan-III, dove fu uno dei pochi sopravvissuti. In seguito fu assegnato come leader della Squadra Noble, dove solo lui e Catherine-B312 furono gli unici sopravvissuti della squadra originale. Nel 2552 fu mandato a Reach per prevenire una possibile ribellione, scoprendo invece che i Covenant hanno invaso il pianeta. Carter morì schiantandosi con un Pelican su uno Scarab, dando tempo ai compagni Emile e Noble Six di consegnare il pacchetto contenente Cortana al Capitano Keyes. È doppiato in inglese da Freddy Bosche e in italiano da Andrea Bolognini.